# 므엉랏현
므엉랏현(베트남어: Huyện Mường Lát / 縣芒勒)은 베트남 북중부 지방 타인호아성의 현이다.

## 행정 구역
므엉랏현은 1시진, 7사를 관할하고 있다.

### 시진
- 므엉랏 시진 (Thị trấn Mường Lát, 芒勒市鎭)

### 사
- 므엉짜인사 (Xã Mường Chanh, 芒爭社)
- 므엉리사 (Xã Mường Lý, 芒里社)
- 니선사 (Xã Nhi Sơn, 兒山社)
- 푸니사 (Xã Pù Nhi, 博兒社)
- 꽝쩨우사 (Xã Quang Chiểu, 光瞻社)
- 땀쭝사 (Xã Tam Chung, 三鐘社)
- 쭝리사 (Xã Trung Lý, 中里社)